# یلوه خرناس‌کش
یلوه خرناس‌کش (نام علمی: Aramidopsis plateni) نام یک گونه از تیره یلوگان است.